# 有賀美智子
有賀 美智子（ありが みちこ、1907年10月10日 - 1999年4月22日）は、昭和期の官僚・法学者。専門は独占禁止法・国際経済法・知的財産法。元・国民生活センター会長、元・公正取引委員会委員。
東京出生後、間もなく北海道小樽市に移住。1928年日本女子大学校英文学部卒業後、1932年東北帝国大学法文学部法科卒業。東北帝国大学法文学部助手を務め、のち結婚するが夫は戦死。1946年疎開先の小樽から引き揚げ大蔵省理財局嘱託職員となる。1947年公正取引委員会事務局に移り、同事務局参事官を経て、1967年女性初の公正取引委員会委員となる。経済法の国際会議に数多く出席し、1972年に退官。発明協会工業所有権研修センター講師、仙台法経専門学校副校長・同兼任講師。1976年から経済企画庁物価安定政策会議委員を務め、日本女子経済短期大学客員講師も兼任した。1982年〜1990年特殊法人国民生活センター会長。1985年勲二等瑞宝章受章。1990年～1999年国際独禁法工業所有権法研究会代表を務めた。

## 注
1. ↑  コトバンク
2. ↑  伊従寛「元公正取引委員会委員有賀美智子さんを偲んで　公正取引委員会時代の思い出」『公正取引　585号』公正取引協会編、1999年、p43-44
3. ↑  著名な法文学部出身者
4. ↑  以上につき「略年譜」『有賀美智子追悼文集』2000年、p315以下

| スタブアイコン | サブスタブ | この項目は、まだ閲覧者の調べものの参照としては役立たない、人物に関連した書きかけの項目です。この項目を加筆・訂正などしてくださる協力者を求めています（P:人物伝/PJ:人物伝）。 |